# Brandon Mechele
Brandon Mechele (ur. 28 stycznia 1993 w Bredene) – belgijski piłkarz, grający na pozycji środkowego obrońcy w belgijskim klubie Club Brugge, którego jest wychowankiem oraz w reprezentacji Belgii.

## Kariera piłkarska
Swoją karierę piłkarską Mechele rozpoczął w 1999 roku w Club Brugge. W 2013 roku awansował do pierwszej drużyny. 5 maja 2013 zadebiutował w niej w pierwszej lidze belgijskiej w wygranym 2:1 domowym meczu z KSC Lokeren. Z kolei 7 grudnia 2014 w wygranym 2:1 domowym meczu z SV Zulte Waregem strzelił swoją premierową bramkę w lidze. W sezonie 2014/2015 został z Brugge wicemistrzem Belgii oraz zdobył Puchar Belgii. Z kolei w sezonie 2015/2016 został z nim mistrzem kraju.
Latem 2016 roku Mechele został wypożyczony do Sint-Truidense VV. Swój debiut w nim zaliczył 22 lutego 2017 w przegranym 1:3 wyjazdowym meczu z Anderlechtem. Sint-Truidense grał do lata 2017.
Latem 2017 Mechele wrócił do Brugge. W sezonach 2017/2018 i 2019/2020 wywalczył z nim mistrzostwo Belgii, a w sezonie 2018/2019 – wicemistrzostwo.
| Sezon   | Klub              | Kraj   | Rozgrywki       | Mecze | Gole |
| ------- | ----------------- | ------ | --------------- | ----- | ---- |
| 2012/13 | Club Brugge       | Belgia | Eerste klasse A | 3     | 0    |
| 2013/14 | Club Brugge       | Belgia | Eerste klasse A | 26    | 0    |
| 2014/15 | Club Brugge       | Belgia | Eerste klasse A | 30    | 2    |
| 2015/16 | Club Brugge       | Belgia | Eerste klasse A | 18    | 0    |
| 2016/17 | Sint-Truidense VV | Belgia | Eerste klasse A | 17    | 2    |
| 2017/18 | Club Brugge       | Belgia | Eerste klasse A | 40    | 3    |
| 2018/19 | Club Brugge       | Belgia | Eerste klasse A | 32    | 0    |
| 2019/20 | Club Brugge       | Belgia | Eerste klasse A | 24    | 0    |

## Kariera reprezentacyjna
Mechele występował w kadrze Belgii U-21. 13 października 2019 zadebiutował w reprezentacji Belgii w wygranym 2:0 meczu eliminacji do Euro 2020 z Kazachstanem, rozegranym w Astanie. W 90. minucie tego meczu wszedł na boisko za Thomasa Vermaelena.